# NGC 2743
NGC 2743 (другие обозначения — UGC 4760, MCG 4-22-9, ZWG 121.13, IRAS09019+2512, PGC 25496) — спиральная галактика (Sd) в созвездии Рака. Открыта Уильямом Гершелем в 1787 году.
Галактика находится на небе вблизи NGC 2750 — центральной галактики своей группы. В проекции на картинную плоскость расстояние между галактиками составляет 400 килопарсек, но NGC 2743 удалена от Млечного Пути на 32 мегапарсека, в то время как расстояние от Млечного Пути до группы галактики NGC 2750 составляет около 40 мегапарсек, так что NGC 2743 не относится к группе.
Этот объект входит в число перечисленных в оригинальной редакции «Нового общего каталога».
Фотографии показывают немного наклонённую спиральную или неправильную галактику с небольшим, более ярким ядром. Внешняя оболочка имеет узловатую, хаотичную структуру, которая, по-видимому, состоит из фрагментов спиральных рукавов. При визуальном наблюдении в любительский телескоп галактика довольно слабая, её трудно различить при умеренном увеличении, она видна как небольшое овальное световое пятно, с широкой более яркой серединой и туманными краями; простирается с востока на запад. Радиальная скорость: 2925 км/с. Расстояние: 131 млн световых лет. Диаметр: 57 тыс. световых лет.